# 格蘭岱爾
格蘭岱爾（英語：Glendale）是一個位於美國亞利桑那州馬里科帕縣的城市。人口超過20万。它是鳳凰城一個主要的近郊，雷鳥管理學院、州立農業體育館和希拉河競技場位于此地，此外還有衆多的國家史蹟。
為慶祝泰勒絲的The Eras Tour開幕，及成為首位歌手在單一巡演中在州立農業體育場售罄兩日的門票，在2023年3月17日及18日，城市將象徵式暫時改名為Swift City。